# Perovo (stanice metra v Moskvě)
Perovo (rusky Перово) je stanice moskevského metra.

## Charakter stanice
Perovo se nachází na žluté Kalininsko-Solncevské lince. Je mělce založená, v hloubce pouhých 9 m. Konstruována je jako jednolodní, její stěny jsou obloženy mramorem a podlaha několika druhy žuly. Osvětlení je umístěno nejen na stropě, ale i na sloupech, vybíhajících přímo prostředku nástupiště. Perovo má sice 2 výstupy, patří ale k méně vytíženým stanicím. Veřejnosti slouží od 30. prosince 1979.